# Tiro en la cabeza
Tiro en la cabeza (en basc Tiro bat buruan) és una pel·lícula espanyola del director Jaime Rosales del 2008 en la qual proposa una renovació en la narrativa i una valenta proposta per a sensibilitzar a l'espectador sobre la violència absurda. Està feta sense diàlegs i amb actors no professionals.

## Argument
Ion sembla un home corrent. S'aixeca al matí, esmorza, arregla les coses i es troba amb alguns advocats. Una nit, en una festa, coneix una noia. Passaran la nit junts a casa de la noia. En una trobada casual, ell i un company ensopeguen amb dos guàrdies civils i els maten d'un tret al clatell. Basada en l'assassinat dels dos guàrdies civils a mans de tres membres d'ETA a la localitat francesa de Capbreton el 2 de setembre de 2007.

## Repartiment
- Asun Arretxe
- Ion Arretxe
- Nerea Cobreros
- Monique Durin-Noury
- Manza Gebara
- Diego Gutiérrez
- José Ángel Lopetegi
- Iván Moreno

## Comentaris
Rodada a Sant Sebastià i estrenada sl Festival de cinema de la ciutat en 2008. La seva estrena en el festival es va produir el 23 de setembre de 2008, el dia després de l'assassinat d'un altre guàrdia civil en Santoña (Cantàbria). L'octubre de 2008 també es va estrenar a internet.

## Premis
- Fotogramas de Plata a la millor pel·lícula espanyola (2008).[5]